# Arcidiecéze manilská
Arcidiecéze manilská (latinsky Archidioecesis Manilensis) je římskokatolická metropolitní arcidiecéze, sídlo manilské církevni provincie. Má sídlo ve městě Manila a katedrálu Neposkvrněného Početí v Manile. Jejím arcibiskupem je od 25. března 2021 kardinál Jose Fuerte Advincula.

## Stručná historie
Biksupství v Manile bylo založeno v roce 1579 a již roku 1596 jej papež Klement VIII. povýšil na arcidiecézi.